# Le Poisson chinois vole le spoutnik
 (avril 2012).
Le Poisson chinois vole le spoutnik est un roman policier et d'espionnage français de Jean Bommart, paru chez Fayard en 1958.

## Résumé
Le capitaine Sauvin, alias le Poisson chinois, célèbre espion français, a pour mission de voler les plans du spoutnik. Il parvient à être invité au bal de la cour du maréchal Tito. Un différend avec un dignitaire éclate et, lors d'un duel, il coupe les oreilles d'un général.  On s'empare de lui et, pour s'en débarrasser sans bruit, on le jette dans une canalisation. Mais le Poisson chinois s'en tire et refait surface après une stupéfiante promenade dans le réseau d'égouts sous Belgrade, prêt à connaître bien d'autres aventures rocambolesques pour mener à bien sa mission.